# Burraq
Burraq (tiếng Ả Rập: براق hoặc tiếng Thổ Nhĩ Kỳ: Barak, tiếng Ả Rập: برق, đã Latinh hoá: Barack) là một ngôi làng ở miền nam Syria, nằm ở Tỉnh Daraa và thuộc quận Al-Sanamayn. Tên khác của nó là Bouraq, Bourâq, Burāq, Bouraa, Al Burak, Burak, Buraq, Burrāq, Bourak. Nó nằm ở độ cao 650 mét.